# Альварес Мендисабаль, Хуан
Хуа́н де Дио́с А́льварес Мендиса́баль (исп. Juan de Dios Álvarez Mendizábal, урожд. А́льварес Ме́ндес (исп. Álvarez Méndez); 25 февраля 1790, Чиклана-де-ла-Фронтера,  провинция Кадис, Испания — 3 ноября 1853, Мадрид, Испания) — испанский политик либерального толка. Занимал посты министра финансов Испании и Председателя правительства Испании.
Хуан Альварес Мендес изучал современные языки и обучился торговому делу у отца. Во время войны за независимость Испании отслужил в армии. 21 февраля 1812 года женился на Терезе Альфаро и изменил свою вторую фамилию на Мендисабаль. С 1819 года находился в контакте с андалусскими либеральными революционерами.
Во время Испанской революции 1820 года ему было поручено оснащение войск Фердинанда VII, что он использовал для поддержки лидера эксальтадос Рафаэля дель Риего. В 1823 году сбежавший в Гибралтар Мендисабаль был приговорён в Испании к смерти. Из Лондона, куда он эмигрировал, он вёл сделки по продаже испанского вина и ездил по делам во Францию в 1828 и 1830 годах. Позднее Мендисабаль занимался финансированием гражданской войны в Португалии на стороне либералов, а также формированием военного контингента в Бельгии.
В 1834 году председатель испанского правительства граф Торено вызвал Мендисабаля в Испанию и назначил его 15 июля 1835 года министром финансов. 30 июня 1834 года Мендисбаль был избран в депутаты испанского парламента и сохранял депутатский мандат вплоть до 1 февраля 1841 года.
25 сентября 1835 года он сменил Мигеля Рикардо де Алаву на посту главы правительства, но был снят с должности уже 15 мая 1836 года. В мае-июле 1843 года вновь находился на должности министра финансов Испании. Контрреволюция вынудила его вновь бежать во Францию. Благодаря дезамортизационным декретам, изданным при Мендисабале 9 февраля и 8 марта 1836 года, у церкви были конфискованы неэффективно используемые площади и поместья. Земли ушли на продажу и не были переданы неимущим слоям населения.